# Горельский сельсовет (Тамбовская область)
Горельский сельсовет — сельское поселение в Тамбовском районе Тамбовской области Российской Федерации.
Административный центр — село Горелое.

## История
Статус и границы сельского поселения установлены Законом Тамбовской области от 17 сентября 2004 года № 232-З «Об установлении границ и определении места нахождения представительных органов муниципальных образований в Тамбовской области».

## Население
| 2010  | 2012  | 2013  | 2014  | 2015  | 2016  | 2017  |
| ----- | ----- | ----- | ----- | ----- | ----- | ----- |
| 4345  | ↗4385 | ↗4415 | ↗4418 | ↘4305 | ↘4171 | ↘4095 |
| 2018  | 2019  | 2020  | 2021  |       |       |       |
| ↘4049 | ↘3933 | ↘3828 | ↗4160 |       |       |       |

## Состав сельского поселения
| № | Населённый пункт         | Тип населённого пункта       | Население |
| - | ------------------------ | ---------------------------- | --------- |
| 1 | Гидроузел                | посёлок                      | 0         |
| 2 | Горелое                  | село, административный центр | ↘3980     |
| 3 | Гусева Поляна            | посёлок                      | 40        |
| 4 | Клетки                   | посёлок                      | 13        |
| 5 | Лучка                    | посёлок                      | 55        |
| 6 | Орехово                  | посёлок                      | 7         |
| 7 | Хомутляй                 | посёлок                      | #Н/Д      |
| 8 | Хомутляйское лесничество | посёлок                      | ↘76       |